# Приче из ТАРДИС-а
Приче из ТАРДИС-а (енгл. Tales of the TARDIS) је пратећа серија телевизијске серије Доктор Ху, која садржи поновна издања прича из изворне серије, приложене додатним материјалом у којем глумци понављају своје улоге. Серију су продуцирали Bad Wolf и BBC Studios, а извршни продуценти су били Расел Т. Дејвис, Џејн Трантер, Џули Гарднер, Фил Колинсон и Џоел Колинс. Нови материјал се дешава у оквиру званичног канона Доктора Хуа Хуниверзум.
У епизодама се појављује неколико глумаца који понављају своје улоге, а међу њима су Питер Дејвисон, Колин Бејкер и Силвестер Макој као Пети, Шести и Седми Доктор. Првих шест епизода објављено је заједно са специјалима поводом 60. годишњице серије у новембру 2023. године, како би се поклопиле са лансирањем Хуниверзума. Још једна епизода објављена је у јуну 2024.

## Улоге
Поред чланова глумачке поставе из оригиналних прича Доктора Хуа, свака епизода садржи нови материјал са неколико глумаца који понављају своје улоге из Доктора Хуа и Авантура Сара Џејн:
- Питер Дејвисон као Пети Доктор
- Џенет Филдинг као Теган Јованка
- Фрејзер Хајнс као Џејми Мекримон
- Венди Педбури као Зои Хериот
- Колин Бејкер као Шести Доктор
- Никола Брајант као Пери Браун
- Кети Менинг као Џо Грант
- Данијел Ентони као Клајд Лангер
- Морин О’Брајен као Вики
- Питер Пурвс као Стивен Тејлор
- Силвестер Макој као Седми Доктор
- Софи Алдред као Ејс
- Шути Гатва као Петнаести Доктор
- Мили Гибсон као Руби Сандеј

## Епизоде
| Бр. еп. | Наслов              | Редитељ           | Сценариста      | Учествују                      | Премијера         |
| ------- | ------------------- | ----------------- | --------------- | ------------------------------ | ----------------- |
| 1       | Земљотрес           | Џошуа М. Г. Томас | Расел Т. Дејвис | Пети Доктор и Теган            | 1. новембар 2023. |
| 2       | Крадљивац ума       | Џошуа М. Г. Томас | Пит Мектај      | Џејми и Зои                    | 1. новембар 2023. |
| 3       | Освета Вароса       | Џошуа М. Г. Томас | Фил Форд        | Шести Доктор и Пери            | 1. новембар 2023. |
| 4       | Три Доктора         | Џошуа М. Г. Томас | Фил Форд        | Џо и Клајд                     | 1. новембар 2023. |
| 5       | Временски умешач    | Џошуа М. Г. Томас | фил Форд        | Вики и Стивен                  | 1. новембар 2023. |
| 6       | Проклетство Фенрика | Џошуа М. Г. Томас | Пит Мектај      | Седми Доктор и Ејс             | 1. новембар 2023. |
| 7       | Пирамиде Марса      | Џејми Донохју     | Расел Т. Дејвис | Петнаести Доктор и Руби Сандеј | 20. јун 2024.     |

## Продукција

### Развој
Приче из ТАРДИС-а су најављене 30. октобра 2023. Додатна епизода је најављена 17. јуна 2024. године.
Сет је првобитно креиран за епизоду 14. серијала „Царство смрти”. Расел Т. Дејвис је првобитно намеравао да уништи овај сет након што је пребацио Доктора, Руби и Мел у 2046. годину. Ова замисао је одбачена због специјалних ефеката који су већ били испланирани за друге делове епизоде. Дејвис је на крају добио идеју да поново искористи студио за Приче из ТАРДИС-а, као део прославе шездесете годишњице Доктора Хуа.
У децембру 2024. Силвестер Макој је указивао да је појава остарелих Доктора у Причама из ТАРДИС-а имала за циљ да гледаоцима савремене ере поново представи њихове инкарнације у припреми за могућа будућа појављивања.

### Снимање
Нови материјал за првих шест епизода сниман је током шест дана у студију  од 25. до 30. септембра 2023.

## Емитовање
Првих шест епизода објављено је 1. новембра 2023. на BBC iPlayer-у, и у њиме се појављује неколико глумаца који су поновили своје улоге из Доктора Хуа и Авантура Саре Џејн, а а међу њима су били Питер Дејвисон, Колин Бејкер и Силвестер Макој у улогама Петог, Шестог и Седмог Доктора. Нови материјал за Приче из ТАРДИС-а, сниман током шест дана у студију  од 25. до 30. септембра 2023. године, написали су сценаристи Доктора Хуа Дејвис, Пит Мактај и Фил Форд, режију је радио Џошуа М. Г. Томас, а продукцију Скот Хендкок.
Седма епизода је објављена на iPlayer-у и емитована на каналу BBC Four 20. јуна 2024, два дана пре последње епизоде 14. серијала, „Царство смрти”, и у њој се појављују Шути Гатва и Мили Гибсон као Петнаести Доктор и Руби Сандеј. У вези са повратком антагонисте Сутека у матичну серију, епизода представља ремастеризовану верзију Пирамида са Марса са ажурираним специјалним ефектима, као и нови материјал који је написао Дејвис, режирао Џејми Донохју, а продуцирала Вики Делоу.